# Γ-レニン
γ-レニン(Gamma-Renin、EC 3.4.21.54)は、以下の化学反応を触媒する酵素である。
合成レニン基質のLeu-Leu結合を切断し、アンジオテンシンIを生成するが、天然のアンジオテンシノーゲンには作用しない。
この酵素は、雄のマウスの顎下腺に存在する。